# Речен отток
Речен отток в хидрологията е процес на оттичане в моретата и в понижени части на релефа на дъждовни и снежни води, протичащ както по повърхността (повърхностен отток), така и в почвата и скалите (подземен отток). Речният отток е съставно звено от кръговрата на водата на Земята. Той се явява преди всичко продукт на климата, влияе върху формирането на релефа, геохимичните процеси в земната кора, развитието на почвената покривка, разпределението на растителността и др. В крайна сметка големината и режима на речния отток зависят от количеството и режима на валежите, изпарението, температурните условия, характера на релефа и геоложкия строеж, почвената покривка и растителната територия. С големината на речния отток са свързани още почвената ерозия, естествения дренаж и напояването, преносът и отлагането на продуктите от денудацията.
Образуването на речния отток за сметка на атмосферните валежи, който не е изразходван за изпарение и потребление от растенията, се намира в обратна пропорционалност от величината на средната температура на въздуха за даден регион. В равнините максимумът на речния отток се наблюдава най-вече, в най-овлажнените горски зони по западните и източните крайбрежия на континентите. В планините големината на оттока нараства до определена височина, предимно по склоновете на хребетите, обърнати към влажните въздушни потоци. Характерните периоди от формирането на речния отток са: пълноводие, прииждане и маловодие (лятно или зимно).
Големината на речния отток в течение на даден период от време (година, сезон, месец и др.) се изразява чрез: височината на слоя стичаща се вода (в mm или sm), сумарния обем, средния разход, модула на оттока и модулния коефициент. Сумарният обем на речния отток (в m³,km³) е количеството вода, протичаща за определено време през определено място. Той се определя предимно графично, като се отчита времето (t) и разхода (Q) за година, и представлява предимно хидрографска диаграма. Ползвайки тези показатели може да се построи интегрална крива на оттока, даваща представа за последователното постъпване на обем от вода (например, в язовир) с течение на времето. Модулът на оттока представлява обема на речния отток за единица време от единица водосборен басейн и се изразява в l/s/km². Модулният коефициент на оттока е отношението на изменящото се във времето количество на оттока към своето средно значение. Той показва отношението на големината на оттока към количеството на валежите, падащи на определена територия за същия период от време, т.е. каква част от валежите се изразходват за образуването на речния отток. Освен речния воден отток се определя и количеството на разрушените и пренасяните скални и други материали (наноси), т.нар. твърд отток. За изучаването на процеса на речния отток и количествените отношения на всички влияещи му фактори се извършват наблюдения в хидроложки постове и станции и експериментални изследвания на ходроложки площадки и лаборатории. Определянето на числените параметри на речния отток, в т.ч. и неговото регулиране се осъществява с помощта на язовири и водохранилища и се явява задача на хидроложките разчети, а също и на хидроложките прогнози.
Сумарният обем на годишният отток на реките в Световния океан съставлява 35 – 40 хил. km³, като около 1/3 от този обем се формира за сметка на подземни води, дренирани в речните долини (някои части от подземния отток постъпва непосредствено в океана). Обемът на годишния речен отток в затворени речни басейни (безотточни области) съставлява около 750 km³, като около 320 km³ принадлежат на реките в Средна Азия и басейна на Каспийско море. Реките с най-голям среден годишен отток в света са (в km³): Амазонка – 6903, Конго – 1445, Яндзъ – 1080, Ориноко – 913, Енисей – 624, Брахмапутра – 615, Мисисипи – 598, Парана – 551, Лена – 536, Токантинс – 513, Замбези – 504.